# Jamie Roberts
Pour les articles homonymes, voir Roberts.

a Compétitions nationales et continentales officielles uniquement.

b Matchs officiels uniquement.
Dernière mise à jour le 12 juillet 2023.
Jamie Huw Roberts, né le 8 novembre 1986 à Newport au pays de Galles, est un joueur international gallois de rugby à XV qui a joué avec l'équipe du pays de Galles de 2008 à 2017 au poste de centre ou d'ailier.

## Biographie

### Débuts chez les Cardiff Blues, en équipe nationale et avec les Lions
Roberts représente le pays de Galles dans toutes les catégories d'âge entre les moins de 16 ans et les moins de 19 ans, et à nouveau avec les moins de 21 ans où il fait partie de l'équipe galloise qui remporte le Grand Chelem au Tournoi des Six Nations 2005. Tantôt titulaire, tantôt remplaçant, il participe au Grand chelem 2008 du pays de Galles. À l'occasion du match d'ouverture du tournoi 2009 face à l'Écosse, Roberts joue avec Gavin Henson au centre et remporte le titre d'homme du match. Les Cardiff Blues atteignent les demi-finales de Heineken Cup 2009 après une victoire sur le Stade toulousain. Mais ils échouent contre les Leicester Tigers après prolongation (26–26) malgré un essai de Roberts.

### Doublé dans le tournoi
Fin 2010, il est opéré du poignet à la suite d'une blessure contractée en 2009. Lors du Tournoi des Six Nations 2011, il commence une association au centre avec Jonathan Davies en jouant second centre (numéro 13). Cette association sera reconduite par la suite, notamment lors de la coupe du monde 2011. Lors de la coupe du monde 2011, le sélectionneur français Marc Lièvremont dit de lui qu'il est « le meilleur centre de la compétition ». Roberts est sélectionné comme premier centre lors du premier match accroché contre l'Afrique du Sud (défaite 17-16) ainsi que lors du match remporté contre les Samoa (17-10). Non sélectionné contre la Namibie, il marque deux essais lors de la rencontre suivante face aux Fidji. Avec l'équipe galloise, il vainc l'équipe irlandaise en quart de finale, se qualifiant pour la deuxième fois de l'histoire du rugby gallois pour les demi-finales d'une coupe du monde où ils affronteront les Français victorieux de l'Angleterre.

### Racing 92
En 2013, il signe au Racing 92 dans le Top 14. Mais il ne parvient pas à s'imposer dans le club francilien, enchaînant blessures et contre-performances. Le 18 mai 2015, le Racing 92 annonce libérer le joueur de sa dernière année de contrat.

### Harlequins
Il quitte donc la France en 2015 pour le club anglais des Harlequins. Il fait le choix de rejoindre le club londonien afin de pouvoir passer un master en chirurgie et il étudie donc à l'université de Cambridge.

### Bath Rugby
Jamie Roberts joue en 2018 pour le Bath Rugby .

### Autres activités
Il est par ailleurs médecin, depuis l'obtention de son diplôme en 2013.

## Palmarès

### En club
- Vainqueur de la Coupe anglo-galloise en 2009 avec les Cardiff Blues
- Vainqueur du Challenge européen en 2010 avec les Cardiff Blues
- Finaliste du Challenge européen en 2016 avec les Harlequins

### En équipe nationale
- Vainqueur du Tournoi des Six Nations en 2008 (Grand Chelem), 2012 (Grand Chelem) et 2013.

### Lions britanniques et irlandais
Jamie Roberts est appelé deux fois pour la tournée des Lions britanniques et irlandais. La tournée de 2013 se solde par une victoire des Lions (2-1).

## Statistiques en équipe nationale
Jamie Roberts compte 94 sélections avec l'équipe du pays de Galles, dont 85 en tant que titulaire. Il inscrit 65 points, treize essais. Son bilan est de 48 victoires, 45 défaites et un nul.
Il participe à dix éditions du Tournoi des Six Nations, disputant 46 rencontres dont 40 en tant que titulaire, remportant 30 victoires, 15 défaites et un nul. Il participe également à la Coupe du monde, lors de l'édition 2011, disputant six rencontres, trois victoires et trois défaites, toutes en tant que titulaire. Il dispute également l'édition 2015, quatre rencontres, deux victoires et deux défaites.

### Lions britanniques et irlandais
Jamie Roberts participe à deux tournées des Lions britanniques et irlandais, en 2009 en Afrique du Sud, où il dispute cinq rencontres dont deux tests contre les Springboks, et en 2013 en Australie, où il dispute quatre rencontres, un seul test, la dernière rencontre face aux Wallabies qui permet de remporter la série. Lors de ces trois tests, il inscrit un essai, lors du test en Australie. Au total, il dispute neuf rencontres sous le maillot rouge des Lions, inscrivant 15 points : 3 essais, deux contre les Golden Lions et celui contre les Wallabies.

## Style de jeu
Doté d'un physique imposant, Jamie Roberts est un joueur connu pour sa puissance et ses charges dans les défenses adverses. Le principal intéressé se décrit de cette façon « je suis un gars solide qui apporte son physique, que ce soit en tant que porteur du ballon ou en leurre ».

## Activités hors-terrain
En 2013, Jamie Roberts obtient son diplôme de médecin de l'université de Cardiff. Depuis cette année, il tient une chronique dans le journal anglais, The Independent.